# Deutsch-Balten

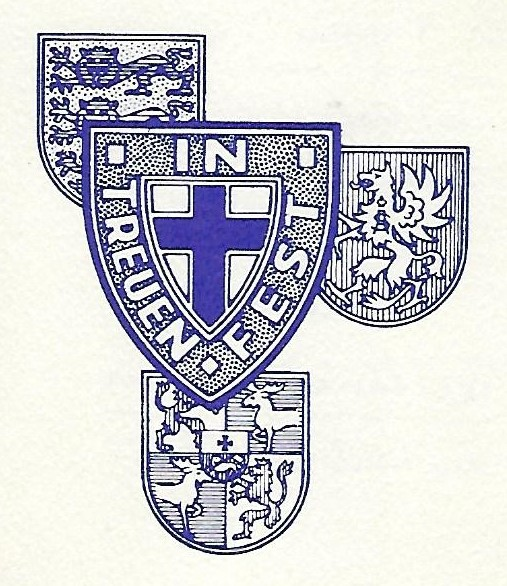
Baltische Wappen, ca. 1930, Autor: Baltische Gesellschaft in Deutschland e.V.

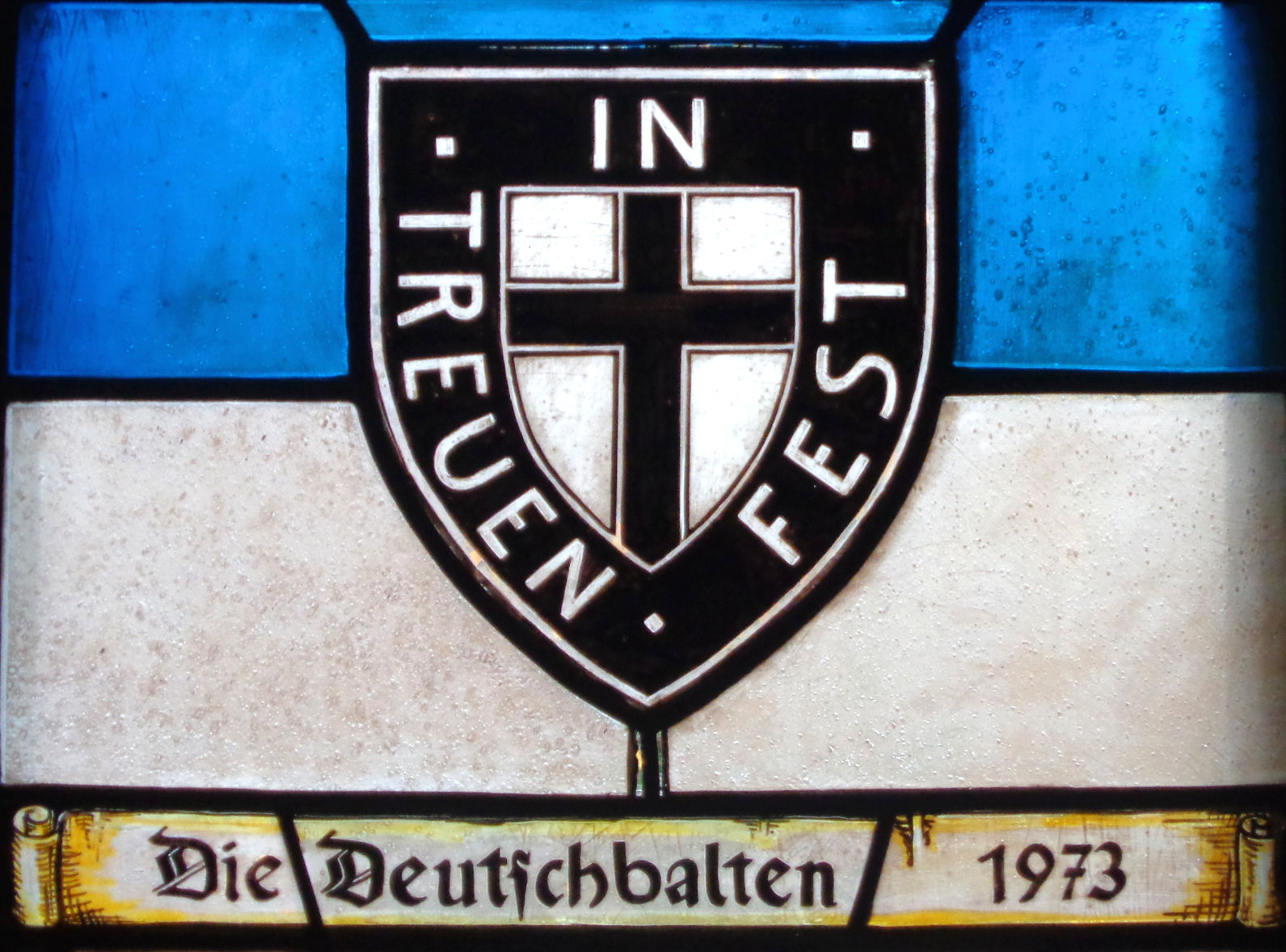
Glasfenster der Deutsch-Balten im Lüneburger Brömsehaus

Die Deutsch-Balten (in der Fachliteratur Deutschbalten, teils auch Baltendeutsche, früher auch nur Balten) waren eine im Bereich des heutigen Estland und Lettland ansässige deutschsprachige Minderheit, die ab dem späten 12. Jahrhundert als eingewanderte Oberschicht großen Einfluss auf Religion, Kultur und Sprache der Letten und Esten hatte. Außerdem spielte der deutsch-baltische Adel eine bedeutende Rolle in der Geschichte Russlands. Aus seinen Reihen kamen zahlreiche russische Minister, Politiker, Militärführer und Wissenschaftler. Die deutschsprachige Kaiserliche Universität Dorpat (in Dorpat, Gouvernement Livland, heute Tartu in Estland) hatte besonders im 19. Jahrhundert einen festen Platz im deutschen Kulturleben.
Die Deutsch-Balten stellten den Adel und den Großteil des Bürgertums und bis weit ins 19. Jahrhundert die Mehrzahl der Stadtbewohner in den russischen Ostseegouvernements Estland, Livland, Kurland. Obwohl die Staaten Estland, Lettland und Litauen heutzutage zum Baltikum gerechnet werden, gehörte die deutsche Minderheit in Litauen (Litauendeutsche) nicht zu den Deutsch-Balten.
Seit der hochmittelalterlichen Ostsiedlung sind die Deutsch-Balten zusammen mit den Siebenbürger Sachsen und Zipser Sachsen eine der ältesten deutschen Siedlergruppen in Ostmitteleuropa.
Der Deutsch-sowjetische Nichtangriffspakt schlug das Baltikum dem sowjetischen Einflussgebiet zu, im Zuge dessen beide Minderheiten zu ihrer Umsiedlung „Heim ins Reich“ in annektierte polnische Gebiete gedrängt wurden. Zum Ende des Zweiten Weltkriegs mussten die Deutsch-Balten Richtung Westen fliehen und gingen in der dortigen Bevölkerung auf. Heute sind nur noch sehr wenige Deutschsprachige in den baltischen Ländern ansässig.

## Begriff
Bis zum Ende des 18. Jahrhunderts fühlten sich die in Kurland und Semgallen, in Livland und im Gouvernement Estland lebenden Deutschen als Kurländer, Livländer und Estländer, also vor allem derjenigen Landschaft verbunden, in der sie lebten. Erst nachdem 1795 auch das Herzogtum Kurland und Semgallen dem Russischen Kaiserreich zugefallen war und Kurländer, Livländer und Estländer im selben Staat lebten, entwickelten die drei Gruppen allmählich ein Bewusstsein der Zusammengehörigkeit. Als Mitte des 19. Jahrhunderts das gebildete Bürgertum neben dem Adel und den städtischen Beamten als politische Kraft auftrat, kam für sie die Bezeichnung Balten auf. Diese wurde auch in Russland und Deutschland verwendet, meist ohne dabei die nicht deutschsprachige Bevölkerung etwa der Esten, Liven und Letten einzubeziehen. Der präzisere Ausdruck Deutschbalten setzte sich vor dem Ersten Weltkrieg durch. Im Beamtendeutsch wurde zu dieser Zeit von Deutschrussen gesprochen.
Der zwar früher belegte, aber nur selten verwendete Begriff Baltendeutsche war zur Zeit des Nationalsozialismus im offiziellen Gebrauch in Analogie zu Volksdeutsche, Sudetendeutsche etc. und wurde in Lettland zuerst von der sogenannten „Bewegung“ Erhard Kroegers verwendet. Trotzdem wurde auch „Deutschbalten“ weiterhin genutzt.
Obwohl von sprachwissenschaftlicher Seite spätestens in den frühen 1970er Jahren empfohlen wurde, ihn nicht mehr zu verwenden, wurde und wird „Baltendeutsche“ weiterhin in deutschsprachigen Medien benutzt.

## Geschichte

### Mittelalter

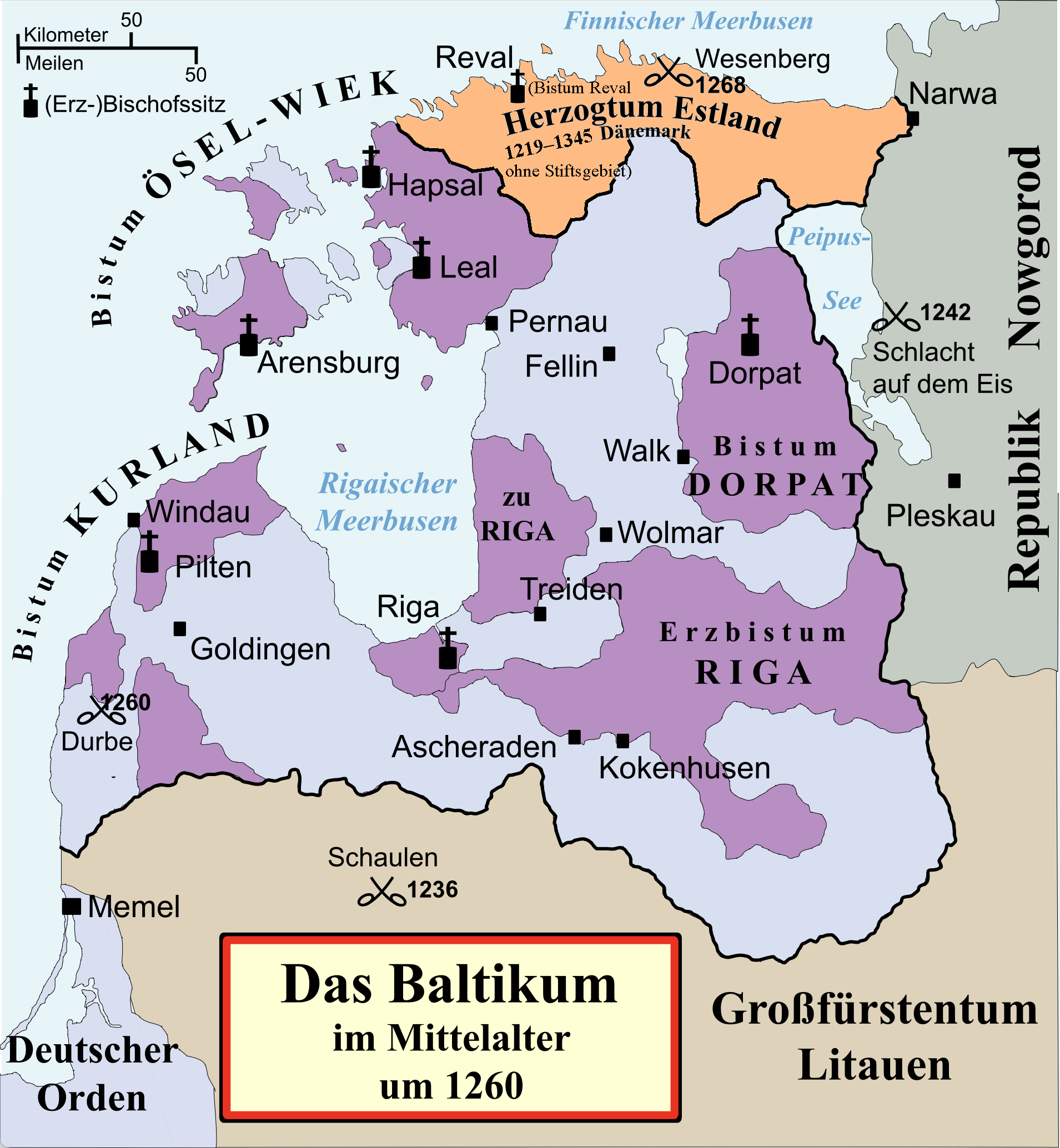
Das Baltikum im Jahr 1260

Die ersten Deutschen kamen ab dem Ende des 12. Jahrhunderts im Rahmen der Deutschen Ostsiedlung und der Eroberung des damals noch heidnischen Baltikums durch den Schwertbrüderorden ins Land. Der Schwertbrüderorden konnte das ganze Gebiet des heutigen Estlands und Lettlands (die späteren historischen Gebiete Kurland, Livland und Estland) unter seine Herrschaft bringen. Die meisten deutschen Siedler kamen aus den Gebieten des heutigen Niedersachsen, Schleswig-Holstein und Westfalen. Im Unterschied zum südlich gelegenen Preußen (dem späteren Ostpreußen), das vom Deutschen Orden erobert wurde, kam es im Baltikum nicht zu einer flächendeckenden Ansiedlung deutscher Bauern. Das deutsche Bevölkerungselement blieb weitestgehend auf das Bürgertum in den Städten, die Großgrundbesitzer und die adlige und kirchliche Oberschicht des Landes beschränkt. So machten die Deutschsprachigen zwar nie mehr als 10 % der Bevölkerung aus, bildeten jedoch die größte Bevölkerungsgruppe in fast allen Städten des Baltikums, die durch die frühe Einführung des Magdeburger Rechts zu Wohlstand gelangten.
In den meist von Deutschen gegründeten großen Städten, die sich oft der Hanse anschlossen (z. B. Riga, Reval/Tallinn, Dorpat/Tartu, Libau/Liepāja, Mitau/Jelgava, Dünaburg/Daugavpils), blieb das deutsche Bürgertum politisch und kulturell bis weit ins 19. Jahrhundert hinein tonangebend, sowohl unter schwedischer als auch unter russischer Oberherrschaft. Im Mittelalter stellte die deutschstämmige Ritterschaft die Oberschicht gegenüber der lange Zeit leibeigenen einheimischen Bauernschaft.
Die Geschichte der Deutschen in Litauen verlief anders, weshalb sie nicht zu den Deutsch-Balten gezählt werden. Zur ersten deutschen Ansiedlung in Litauen kam es nicht infolge einer Eroberung durch einen geistlichen Ritterorden, sondern auf Initiative der litauischen Fürsten Mindaugas und Gediminas. Sie beschränkte sich auf die Städte Vilnius, Trakai und Kaunas. Das gotische Stadtbild des mittelalterlichen Kaunas, wo die Hanse 1440 ein Kontor eröffnete, ging auf sie zurück. Im 16. Jahrhundert luden litauische Magnaten, die sich der Reformation in Polen-Litauen angeschlossen hatten, protestantische Deutsche zur Ansiedlung auf ihrem Besitz ein. Die dritte und größte Einwanderungswelle erfolgte im 19. Jahrhundert durch Einwanderung armer Landwirte aus Ostpreußen, die in Grenznähe neue Gemeinden gründeten, und den Zuzug Arbeitssuchender aus dem übrigen Deutschland in die größeren Städte Litauens.

### Frühe Neuzeit

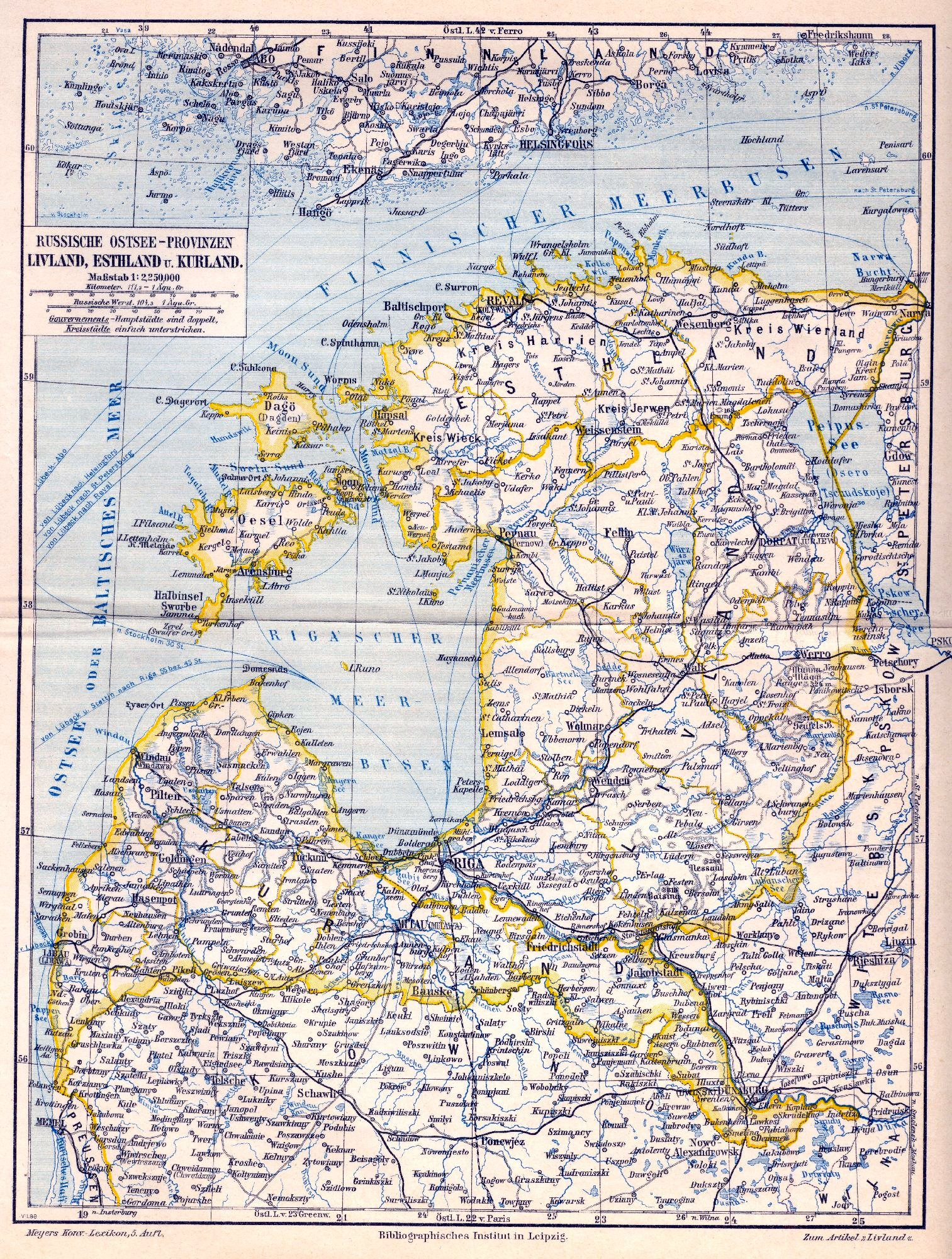
Karte der russischen Ostseeprovinzen Ende des 19. Jahrhunderts

Im Verlauf der Reformation nahmen die Deutsch-Balten wie auch die estnische und lettische Bevölkerung ganz überwiegend den lutherischen Glauben an. Nach dem Zerfall der Reste des Deutschordensstaates im 16. Jahrhundert geriet das Baltikum zunächst unter die Herrschaft benachbarter Staaten (Polen-Litauen, Schweden, Dänemark). Der deutsch-baltische Adel konnte jedoch unter den verschiedenen Herrschern seine Privilegien weitgehend bewahren. Nach dem Großen Nordischen Krieg 1721 kamen Estland und der größte Teil Livlands mit Ausnahme von Polnisch-Livland, das bei Polen verblieb, unter russische Herrschaft. Im Verlauf der Polnischen Teilungen 1772–95 kam dann auch Polnisch-Livland zu Russland, ebenso das Herzogtum Kurland und Semgallen.
Die Deutsch-Balten konnten sich insgesamt mit der russischen Herrschaft gut arrangieren und die deutsch-baltischen Ritterschaften behaupteten einen Großteil ihrer althergebrachten Rechte. Der deutsch-baltische Adel erlangte großes Gewicht in der Politik und im Militärwesen Russlands. Zahlreiche Generäle, Admiräle und hohe politische Beamte im Zarenreich waren deutsch-baltischer Abkunft.

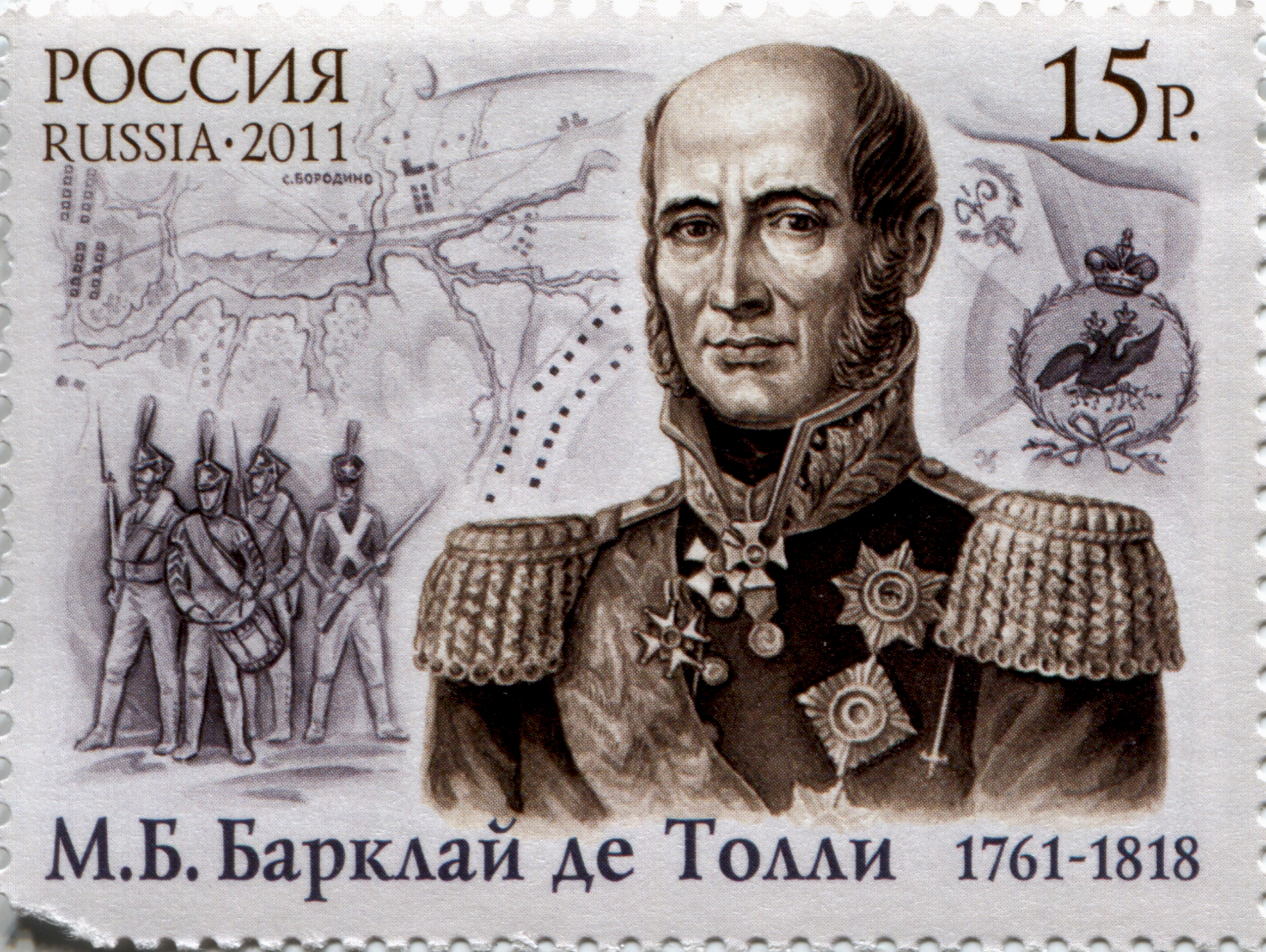
Michael Andreas Barclay de Tolly

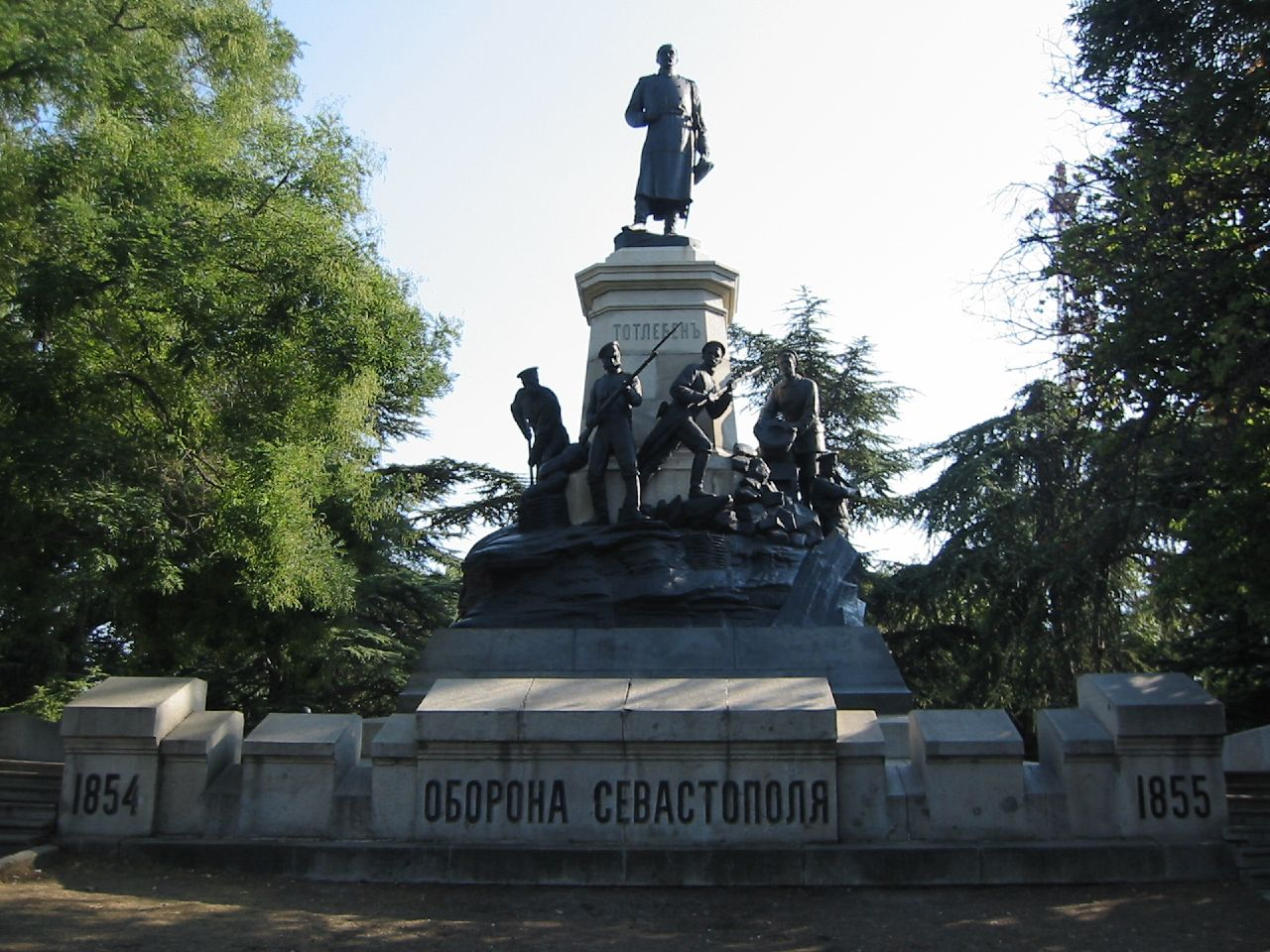
Eduard Totleben

### 19. und frühes 20. Jahrhundert
Gegen Ende des 19. Jahrhunderts kam es zu einer zunehmenden Russifizierung. Russisch wurde Amtssprache im Baltikum, und auch an der bisher deutschsprachigen Universität Dorpat wurde auf Russisch unterrichtet. Gleichzeitig richtete sich der wachsende Nationalismus von Esten und Letten gegen die dominierende deutsch-baltische Oberschicht. Es kam zu ersten Emigrationswellen von Deutsch-Balten, die ab dem Ende des 19. Jahrhunderts zunehmend in eine Minderheitenposition gedrängt wurden, nach Deutschland. In den meisten größeren Städten wie in Riga, Dorpat und Reval verloren die Deutsch-Balten die Position der Bevölkerungsmehrheit. So sank etwa in Riga, bedingt durch den beständigen Zuzug lettischer Landbevölkerung und zunehmende Ansiedlung von Russen, der Anteil der deutschsprachigen Bevölkerung von etwa 43 % im Jahr 1867 auf knapp 17 % im Jahr 1913, während der Anteil der lettischsprachigen Einwohner von etwa 23 % auf fast 40 % stieg und der Anteil der Russen annähernd stabil blieb.

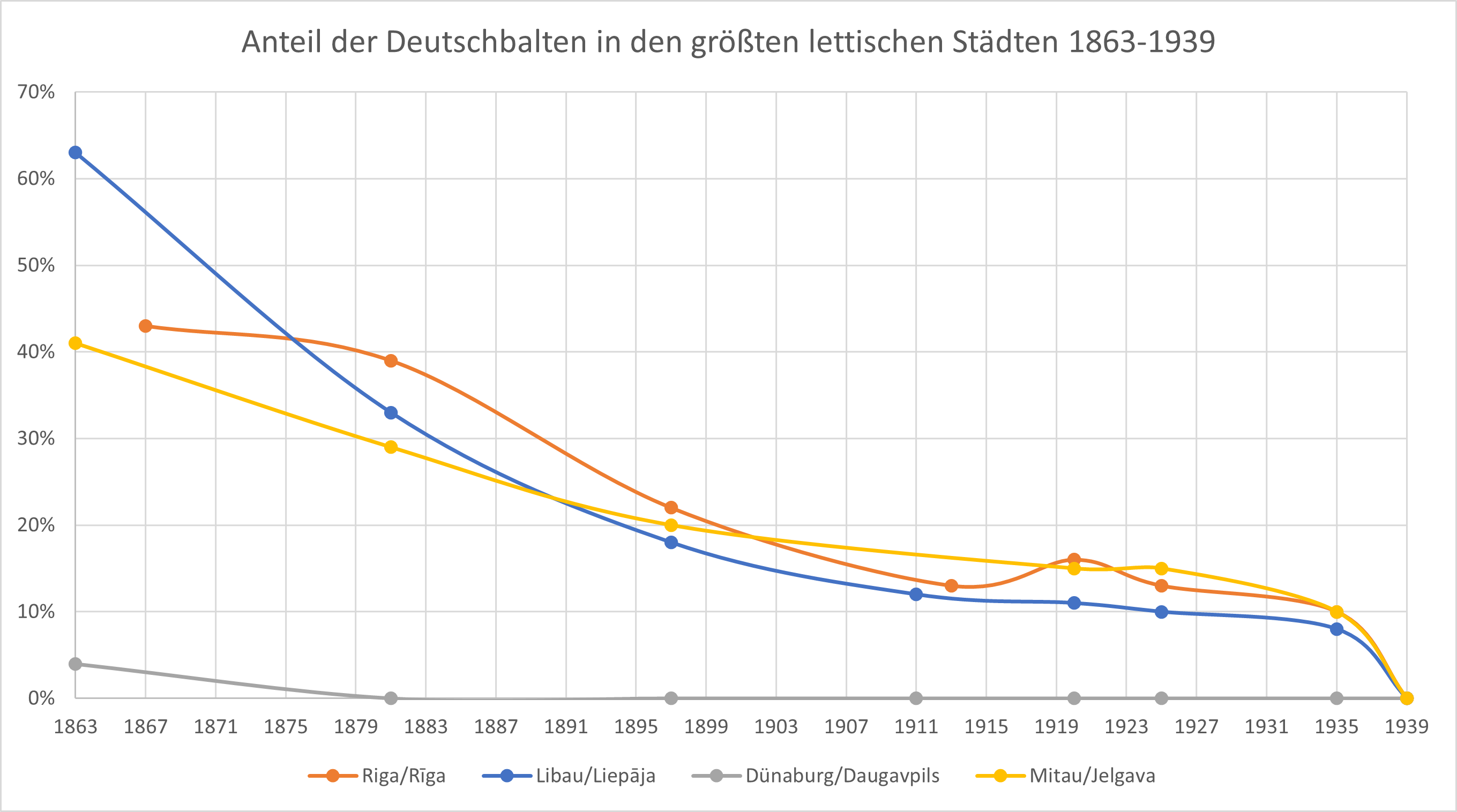
Abnahme des deutschbaltischen Bevölkerungsanteils in den größten lettischen Städten

### Soziale Struktur vor 1914
Schätzungsweise 10 % der bis zu 180.000 Deutsch-Balten waren ethnische Balten oder Esten, für die der soziale Aufstieg nach der Bauernbefreiung einen Wechsel zur deutschen Sprache und Kultur mit sich brachte. Nach Aufkommen der lettischen und estnischen Nationalbewegung blieb dieser Kulturwechsel aus. Viele der sozial niedriger gestellten sogenannten „kleindeutschen“ Familien wurden fortan zu Letten und nahmen die lettische Sprache und Kultur an.
Rein zahlenmäßig wurden die nach Beginn der Russifizierung einsetzenden Abwanderungen ins Innere Russlands oder nach Deutschland durch die Ansiedlung von mehr als 15.000 Wolhyniendeutschen in Kurland ab 1905 noch ausgeglichen. Diese Siedler waren aber nicht in das kulturelle Leben der übrigen Deutschbalten integriert. Auch die etwa 20.000 nach 1871 im Zuge der Industrialisierung eingewanderten Reichsdeutschen wurden keine russischen Staatsbürger mehr und hatten in Riga wie auch in den anderen großen Städten des russischen Imperiums eigene Vereine mit einem von den Deutschbalten getrennten Kulturleben. Eine weitere abgrenzbare Gruppe waren die etwa 8000 Nachfahren der im 18. Jahrhundert in der Bauernkolonie Hirschenhof angesiedelten Deutschen, die zum großen Teil in Riga lebten und nach dem Aufkommen der sozialen Mobilität dort in höhere Berufe drängten.

### Erster Weltkrieg und Lettische Republik
Während der Zeit der deutschen Besetzung des Baltikums im Ersten Weltkrieg von 1915 bis 1918 kamen Pläne auf, einen deutsch-baltisch dominierten Staat (Vereinigtes Baltisches Herzogtum) unter dem Schutz des Deutschen Reichs zu errichten. Auf ehemals deutschem Grundbesitz, den der deutsch-baltische Adel abzutreten bereit war, sollte eine größere Zahl von deutschen Siedlern angesiedelt werden.
Nach der Niederlage des Deutschen Reichs fielen zahlreiche lutherische Geistliche und andere Deutsch-Balten im Dezember 1918 und in den ersten Monaten des Jahres 1919 der ersten Lettischen Sowjetrepublik zum Opfer. Nachdem sie ihre Unabhängigkeit erlangt und in harten Kämpfen gegen die Bolschewiki einerseits und die Baltische Landeswehr und deutsche Freikorps andererseits verteidigt hatten, enteigneten die neuen Nationalstaaten Estland und Lettland durch Landreformgesetze die deutsch-baltischen Großgrundbesitzer zugunsten der bisher landlosen estnischen und lettischen Bauernschicht. Gleichwohl gewährten die beiden baltischen Staaten ihren nationalen Minderheiten eine weitgehende kulturelle Autonomie.

### Umsiedlung und Zweiter Weltkrieg

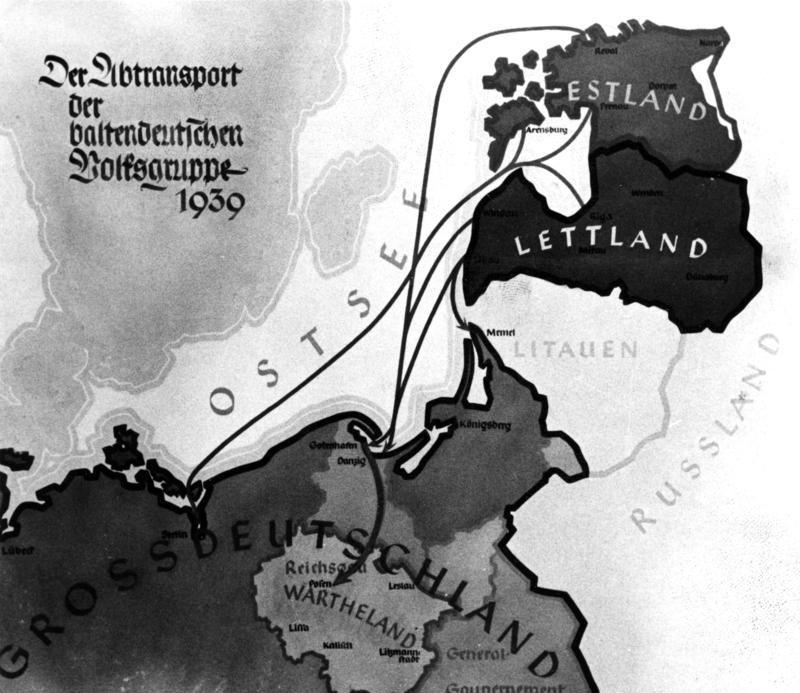
NS-Propaganda-Karte zur Umsiedlung der Deutsch-Balten 1939

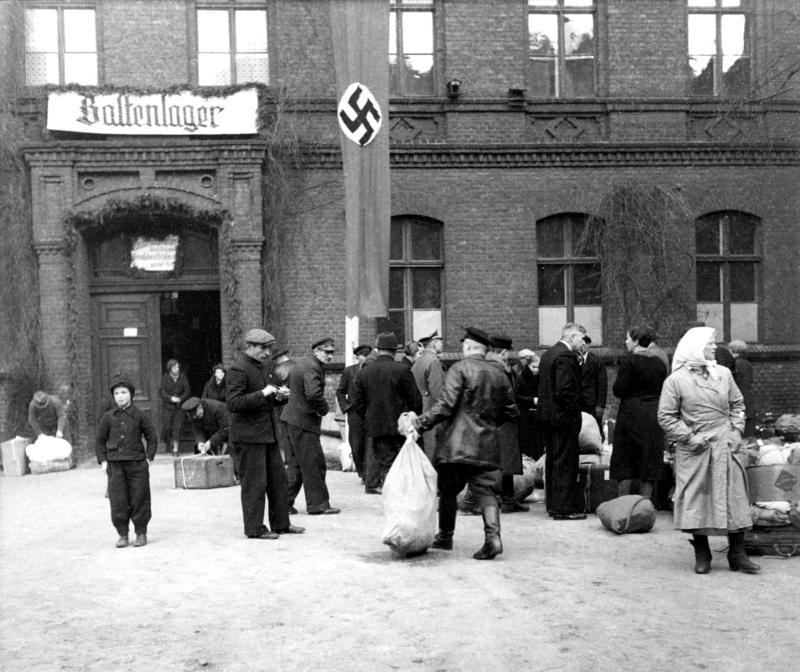
Sogenanntes „Baltenlager“ für Umsiedler in Posen (1940)

Den Schlussstrich unter mehr als 700 Jahre deutsch-baltische Geschichte zog ein Zusatzprotokoll zum Deutsch-Sowjetischen Grenz- und Freundschaftsvertrag von 1939, der eine Umsiedlung der von den Ideologen des Nationalsozialismus als „rassisch wertvoll“ betrachteten Deutsch-Balten nach Deutschland bzw. vor allem in die neu eroberten polnischen Gebiete vorsah. Im „Vertrag über die Umsiedlung lettischer Bürger deutscher Zugehörigkeit in das Deutsche Reich vom 30. Oktober 1939“ zwischen der Reichsregierung und der lettischen Regierung verpflichtete sich die letztere, jene Deutsch-Balten aus der lettischen Staatsangehörigkeit zu entlassen, welche ihren ständigen Wohnsitz in Lettland verlassen wollten.
Ein ähnlich lautendes Protokoll war bereits am 15. Oktober 1939 vom Estnischen Freistaat und der Reichsregierung unterschrieben worden. Die meisten Deutsch-Balten ordneten sich diesen Maßnahmen widerstandslos unter, gaben ihre lettische bzw. estnische Staatsbürgerschaft auf und folgten dem Ruf Hitlers, drohten die nationalsozialistischen Propagandisten doch im Falle des Verbleibs im Baltikum mit dem Verlust der deutschen Volkszugehörigkeit. Zudem erschien der Verbleib im Machtkreis des sowjetischen Diktators Josef Stalin vielen Deutsch-Balten als wenig attraktiv.
Die Umsiedlung der Deutsch-Balten ging mit der Vertreibung polnischer Bevölkerungsgruppen von ihrem Besitz einher, die dazu diente, in den gerade annektierten Gauen Wartheland und Danzig-Westpreußen Platz für die Ankömmlinge aus dem Baltikum zu schaffen. Gegen Kriegsende mussten die meist im Wartheland (um Posen) angesiedelten Deutsch-Balten abermals ihre Wohnstätten verlassen und nach Westen flüchten.

### Nach 1945

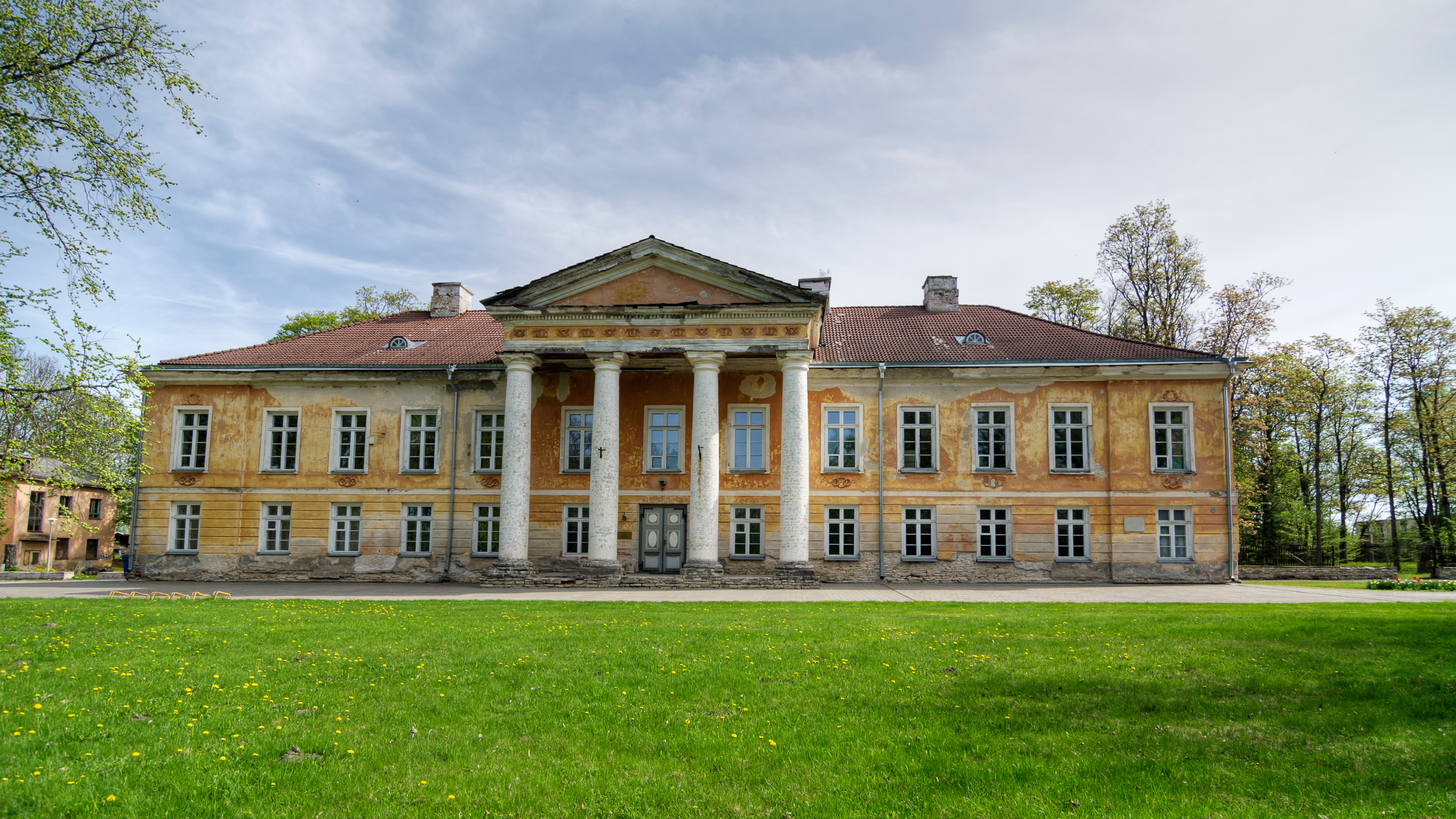
In Estland gibt es noch zahlreiche, zum Teil verfallene Herrenhäuser des deutsch-baltischen Adels, z. B. Aruküla (Koeru).

Heute existieren noch kleinere Minderheiten von Deutschsprachigen in den baltischen Ländern. In Estland gibt es nach der letzten Zählung (2000) noch 1870 Deutschsprachige. In Lettland sind es 3311 (Volkszählung 2004), und in Litauen gibt es ebenfalls noch wenige tausend Muttersprachler. Diese Deutschsprachigen sind aber oft keine Deutsch-Balten, sondern zugewanderte Russlanddeutsche aus Sibirien und Kasachstan oder Deutsche, die aus beruflichen oder sonstigen Gründen im Baltikum leben und sich erst kürzlich dort niedergelassen haben. In Estland und auch in den anderen baltischen Staaten entsteht heute zunehmend eine neue Generation von Deutsch-Balten, die sich nach der Unabhängigkeit im Jahr 1991 aus Deutschland kommend dort niedergelassen haben und zumeist sehr gut integriert sind.
Heute versuchen deutsch-baltische Traditionsvereine die Erinnerung an die alte Geschichte aufrechtzuerhalten oder wiederzubeleben. Auch von estnischer und lettischer Seite besteht lebhaftes Interesse, die in den Zeiten der Sowjetherrschaft aus ideologischen Gründen unterdrückten Erinnerungen und geschichtlichen Verbindungen wieder aufleben zu lassen. Ausdruck dessen war zum Beispiel der Wiederaufbau des Schwarzhäupterhauses in Riga.

### Chronologie

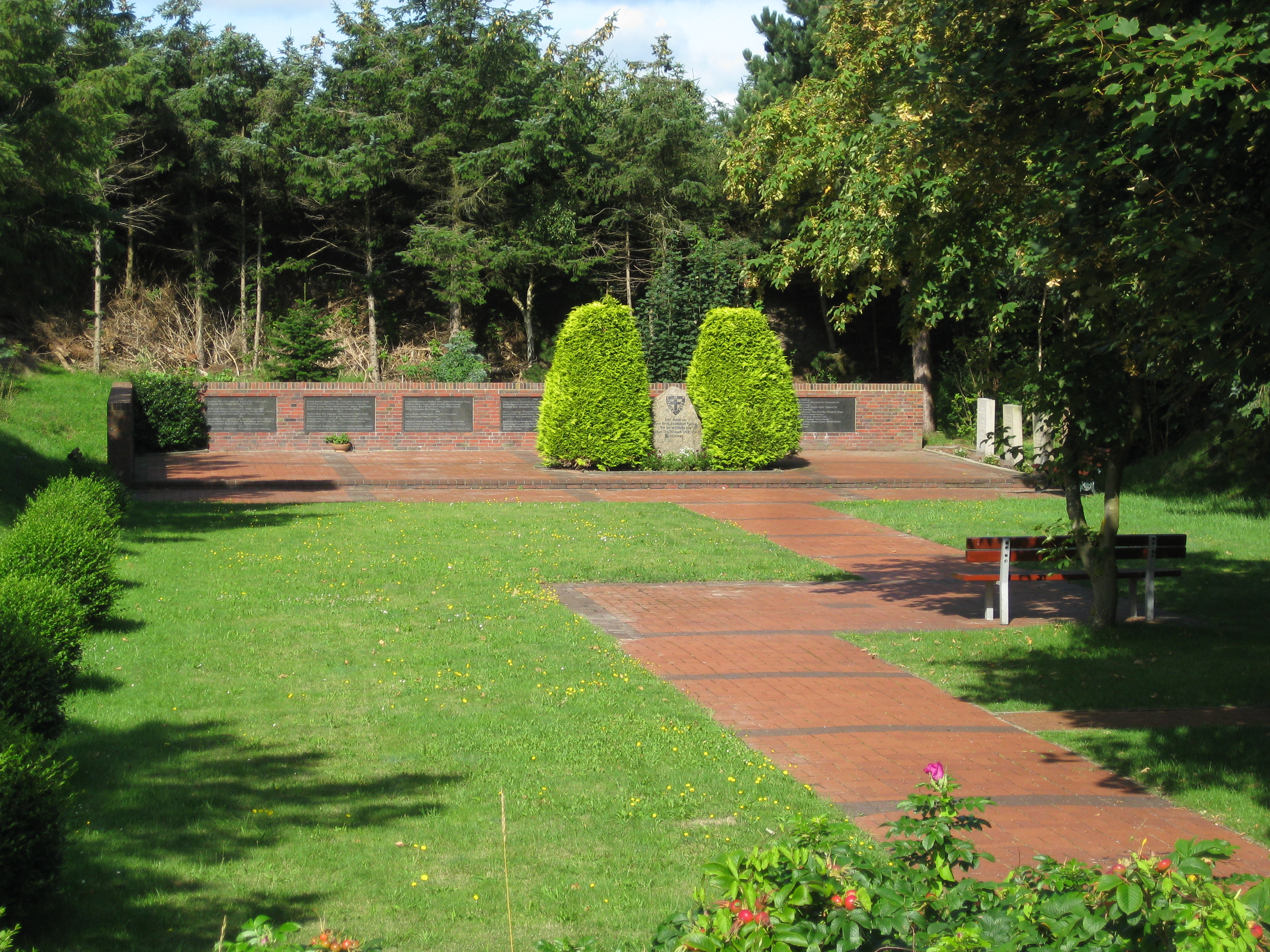
Ehrenmal für die 1945–1978 auf Langeoog gestorbenen Deutsch-Balten

- 12. Jahrhundert: erste niederdeutsche Handels- und Missionsstationen an der Düna
- 1201: Gründung Rigas durch den Bremer Domherren Albert von Buxhoeveden, Bischof von Livland, und Beginn der Unterwerfung der baltischen Heiden durch den Schwertbrüderorden (später Deutscher Orden)
- 1242: Schwertritter werden von den Russen in der Schlacht auf dem Peipussee geschlagen
- 1346 bis 1561: Livland (heutiges Estland und Lettland) ist Teil des Deutschen Ordens
- 1558 bis 1583: Livländischer Krieg: Das Ordensgebiet zerfällt
- 1561: Privilegium Sigismundi Augusti: Die städtischen Stände erhalten auch unter polnisch-litauischer Lehnshoheit das Recht auf den Gebrauch der deutschen Sprache, deutsche Gerichtsbarkeit und Religionsfreiheit
- Ende 18. Jahrhundert: Zustrom deutscher Akademiker (u. a. Johann Gottfried von Herder), Handwerker und Theologen (meist aus Ostpreußen)
- 1919: Kämpfe deutscher Freikorps, der Baltischen Landeswehr und des Baltenregiments zunächst gegen Bolschewiki, dann auch gegen die jungen baltischen Staaten.
- 1919/1920: Bodenreform: Enteignungen und darauf folgend Emigration vieler Deutsch-Balten. 1919 konnte in Lettland die Schulautonomie erreicht werden, und 1925 die Kulturautonomie für Deutschbalten.
- Vor dem Zweiten Weltkrieg: Deutsche stellen in Estland und Litauen jeweils 1,6 Prozent der Bevölkerung, in Lettland 3,3 Prozent.[26]
- 1939: Ende der Geschichte der Deutschen im Baltikum mit dem Deutsch-Sowjetischen Grenz- und Freundschaftsvertrag: Im Oktober wurden mit Estland und Lettland Umsiedlerverträge vereinbart. Zum Jahresende waren bereits mehr als 50.000 Deutsche aus Lettland und 14.000 aus Estland umgesiedelt, die Mehrzahl in die gerade annektierten polnischen Gebiete, die neuen Gaue Wartheland und Danzig-Westpreußen. Die Nachumsiedler, einige tausend 1940, weitere 7000 aus Estland und 10.000 aus Lettland 1941, wurden in das „Altreich“ umgesiedelt.[27]
- 1944/45: Flucht und Vertreibung verbliebener Deutsch-Balten Richtung Westen
- 1945: Deportation der in Estland gebliebenen Deutsch-Balten (342 Personen)
- 1950: Reorganisation der exilierten Deutsch-Balten in Landsmann- und Ritterschaften

## Kultur

### Sprache
Deutsch-Balten sprechen Standarddeutsch mit baltischem Akzent, in früherer Zeit auch Niederdeutsch.
Das historische Idiom der deutschen Minderheit im Baltikum wird baltisches Deutsch genannt. Es ist nicht nur durch eine besonders gefärbte Aussprache gekennzeichnet, sondern auch durch eine Vielzahl von Lehnwörtern aus benachbarten Sprachen.

## Akteure

### Organisationen
Verschiedene Organisationen setzen sich grenzüberschreitend für die Beziehungen zu den baltischen Staaten ein, andere fördern die wissenschaftliche Erforschung:
- Deutsch-Baltische Gesellschaft mit 14 Mitgliedsorganisationen
  - Carl-Schirren-Gesellschaft
  - Deutschbaltischer Jugend- und Studentenring
  - Deutsch-Baltische Genealogische Gesellschaft e. V. (DBGG)
- Verband der Baltischen Ritterschaften
- Deutsch-Baltische Studentenverbindungen
- Baltische Historische Kommission
- Paul-Kaegbein-Stiftung[29]

Ehemals:
- Georg-Dehio-Gesellschaft e. V. (1976–2005) – widmete sich der Sammlung, Pflege, Förderung und Erhaltung deutschbaltischer Kultur und Wissenschaft. Sie erwarb dazu im Auftrag der Deutsch-Baltischen Landsmannschaft auch Kunstgegenstände auf Auktionen oder aus Privatbesitz.

### Bekannte Deutsch-Balten
- Karl Ernst von Baer (1792–1876), Naturforscher
- Michael Andreas Barclay de Tolly (1761–1818), russischer Generalfeldmarschall und Kriegsminister
- Werner Bergengruen (1892–1964), Schriftsteller
- Ernst von Bergmann (1836–1907), Chirurg
- August Bielenstein (1826–1907), Theologe, Volkskundler und Sprachwissenschaftler
- Gertrud von den Brincken (1892–1982), Schriftstellerin
- Georg Dehio (1850–1932), Kunsthistoriker
- Heinz Erhardt (1909–1979), Humorist
- Wessel Freytag von Loringhoven (1899–1944), Militärischer Widerstand gegen Adolf Hitler
- Meinhard von Gerkan (1935–2022), Architekt
- Robert Gernhardt (1937–2006), Satiriker
- Adolf von Harnack (1851–1930), Theologe
- Johannes von Holst (1823–1906), Gynäkologe
- Monika Hunnius (1858–1934), Schriftstellerin
- Ida Kerkovius (1879–1970), Künstlerin
- Eduard von Keyserling (1855–1918), Schriftsteller
- Otto von Kotzebue (1787–1846), Weltumsegler
- Adam Johann von Krusenstern (1770–1846), Admiral und Weltumsegler
- Juliane von Krüdener (1764–1824), Schriftstellerin
- Otto Graf Lambsdorff (1926–2009), Politiker
- Jakob Michael Reinhold Lenz (1751–1792), Dichter
- Dietrich A. Loeber (1923–2004), Völkerrechtler
- Boris Meissner (1915–2003), Kenner von Osteuropa und der Sowjetunion, errichtete in Köln das Institut für Ostrecht
- Bernd Nielsen-Stokkeby (1920–2008), Journalist
- Wilhelm Ostwald (1853–1932), Chemie-Nobelpreisträger
- Rosa von Praunheim (* 1942), Filmregisseur
- Elisa von der Recke (1754–1833), Schriftstellerin
- Michael von Reutern (1820–1890), russ. Finanzminister
- Alfred Rosenberg (1893–1946), nationalsozialistischer Politiker
- Oda Schaefer (1900–1988), Schriftstellerin
- Paul Schiemann (1876–1944), Politiker und Journalist
- Karl Gottlob Sonntag (1765–1827), Generalsuperintendent von Livland
- Otto Magnus von Stackelberg (1786–1837), Archäologe, Maler und Schriftsteller
- Ludwig Stieda (1837–1918), Anatom in Dorpat und Königsberg
- Frank Thiess (1890–1977), Schriftsteller
- Herbert Tiemer (1879–1938), Architekt
- Jakob Johann von Uexküll (1864–1944), Zoologe und Philosoph
- Rupprecht von Vegesack (1917–1976), Maler und Graphiker
- Siegfried von Vegesack (1888–1974), Schriftsteller
- Carl Friedrich Werner Michael Waldhauer (1820–1899), Augenarzt
- Oskar Waldhauer (1883–1935), Klassischer Archäologe
- Herman von Walter (1864–1902), Arzt und Polarforscher
- Ferdinand von Wrangel (1797–1870), Forschungsreisender
- Olaf Baron von Wrangel (1928–2009), Journalist und Politiker, NDR-Chefredakteur
- Alexander Van der Bellen (* 1944), Politiker und Professor, österreichischer Bundespräsident

### Biographien und biographische Nachschlagewerke
- Heinrich Bosse, Arved von Taube (Hrsg.): Baltische Köpfe. 24 Lebensbilder aus acht Jahrhunderten deutschen Wirkens in den baltischen Landen. Mit Beiträgen von Werner Bergengruen. Baltischer Verlag, Bovenden bei Göttingen 1953, OCLC 27992558.
- Wilhelm Lenz (Hrsg.): Deutschbaltisches biographisches Lexikon 1710–1960. Böhlau, Köln / Wien 1970, ISBN 3-412-42670-9.
- Johann Friedrich von Recke, Karl Eduard Napiersky, und Nachträge Theodor Beise (Bearbeiter): Allgemeines Schriftsteller- und Gelehrten-Lexikon der Provinzen Livland, Esthland und Kurland.
- Bastian Filaretow: Lexikon deutschbaltischer Wissenschaftler. Verlag Wissenschaft und Politik, Köln 1994.

### Geschichte
- Deutsch-Baltisches Jahrbuch. Jahrbuch des baltischen Deutschtums. Neue Folge. Band 61 ff., 2013 ff., ISBN 978-3-923149-71-1, und weitere (bis 2012: Jahrbuch des baltischen Deutschtums. ISSN 0075-2436). (Fortlaufende Jahresbände), herausgegeben von der Carl-Schirren-Gesellschaft e. V. im Auftrag der Deutsch-Baltischen Gesellschaft e. V., Lüneburg.
- Hartmut Boockmann (Hrsg.): Deutsche Geschichte im Osten Europas. 10 Bände. Siedler, Berlin 2002, ISBN 3-88680-771-1.
  - darin Bd. 5: Gert von Pistohlkors (Hrsg.): Baltische Länder. Siedler, Berlin 2002, ISBN 3-88680-774-6.
- Yorck Deutschler: Deutsch-Balten contra Baltendeutsche. In: Die Singende Revolution. Chronik der estnischen Freiheitsbewegung (1987–1991). Teil 1: Chronik und Anhang. Schwarz-Weiß-Druck, Ingelheim 2000, ISBN 3-88758-075-3 (darin Annex III: Ein fragmentarischer Essay zur Wortbedeutung des „Baltischen“. Anlage II: Deutsch-Balten contra Baltendeutsche).
- Wolf-Harro Fabricius: Lage und Entwicklung der deutschen Minderheit im Baltikum im Vergleich zu Siebenbürgen. Diss., Universität Graz, 2011, OCLC 815603624.
- John Hiden, Martyn Housden: Neighbours or enemies? : Germans, the Baltic and beyond. Amsterdam : Rodopi, 2008, ISBN 978-90-420-2349-9
- Boris Meissner, Dietrich André Loeber, Detlef Henning (Hrsg.): Die deutsche Volksgruppe in Lettland während der Zwischenkriegszeit und aktuelle Fragen des deutsch-lettischen Verhältnisses. Bibliotheca Baltica, Tallinn 2000, ISBN 9985-800-21-4.
- Eckhart Neander, Andrzej Sakson (Hrsg.): Umgesiedelt – Vertrieben. Deutschbalten und Polen 1939–1945 im Warthegau. Verlag Herder-Institut, Marburg 2011, ISBN 978-3-87969-367-2.
- Wilfried Schlau (Hrsg.): Die Deutschbalten (= Vertreibungsgebiete und vertriebene Deutsche. Bd. 6). Langen-Müller, München 1995, ISBN 3-7844-2524-0.
- Wilfried Schlau (Hrsg.): Sozialgeschichte der baltischen Deutschen (= Bibliothek Wissenschaft und Politik. Bd. 61). 2., verb. Aufl. Wissenschaft und Politik, Köln 2000, ISBN 3-8046-8876-4.
- Matthias Schröder: Deutschbaltische SS-Führer und Andrej Vlasov 1942–1945. „Rußland kann nur von Russen besiegt werden“. Erhard Kroeger, Friedrich Buchardt und die Russische Befreiungsarmee. Ferdinand Schöningh, Paderborn 2001, ISBN 3-506-77520-0.
- Robert Schweitzer, Waltraud Bastman-Bühner (Hrsg.): Der Finnische Meerbusen als Brennpunkt. Wandern und Wirken deutschsprachiger Menschen im europäischen Nordosten. Beiträge anläßlich des „I. Internationalen Symposiums zur Deutschen Kultur im Europäischen Nordosten“ der Stiftung zur Förderung Deutscher Kultur (Aue-Stiftung) Helsinki und der Ostsee-Akademie Lübeck-Travemünde vom 6. bis 10. September 1995 in Tallinn/Estland (= Veröffentlichungen der Stiftung zur Förderung deutscher Kultur. Saksalaisen Kulttuurin Edistämissäätiön julkaisuja. Nr. 9). Stiftung zur Förderung Deutscher Kultur, Helsinki; Ostsee-Akademie, Lübeck-Travemünde 1998, DNB 956260209.
- Andrzej Topij: The Role of the Deutschbalten in the Cultural and Economic Development of Russia’s Baltic Provinces in the 19th Century. In: Zapiski Historyczne. Poświęcone historii Pomorza i krajów bałtyckich. Jg. 74 (2011), Heft 4, ISSN 0044-1791, S. 573–604.
- Anja Wilhelmi: Lebenswelten von Frauen der deutschen Oberschicht im Baltikum (1800–1939). Eine Untersuchung anhand von Autobiografien (= Veröffentlichungen des Nordost-Instituts. Bd. 10). Harrassowitz, Wiesbaden 2008, ISBN 978-3-447-05830-8.
- Konstantin von Freytag-Loringhoven: Adolf von Harnack (1851–1930) und Wilhelm Ostwald (1853–1932). Leben und Lernen in Dorpat als lebenslange Referenz zweier deutschbaltischer Wissenschaftler. Einst und Jetzt, Jahrbuch des Vereins für corpsstudentische Geschichtsforschung, Bd. 59 (2014), S. 41–90.

### Sprache – Literatur – Musik – Bildende Kunst
- Woldemar von Gutzeit: Wörterschatz der deutschen Sprache Livlands, 5 Bände und Nachträge. Nikolai Georg Kymmel, Riga 1864–1898.
- Erik Thomson: Baltische Bibliographie 1945–1953. Verzeichnis der in den Jahren 1945–53 erschienenen selbständigen Veröffentlichungen deutsch-baltischer Autoren und der im gleichen Zeitraum veröffentlichten Schriften über Balten und das Baltikum. Lüneburg 1953.
- Carola L. Gottzmann, Petra Hörner: Lexikon der deutschsprachigen Literatur des Baltikums und St. Petersburgs. De Gruyter, Berlin 2007, ISBN 978-3-11-019338-1.
- May Redlich: Lexikon deutschbaltischer Literatur. Eine Bibliographie. Wissenschaft und Politik, Köln 1989, ISBN 3-8046-8717-2.
- Gero von Wilpert: Deutschbaltische Literaturgeschichte. C.H. Beck, München 2005, ISBN 3-406-53525-9.
- Helmut Scheunchen: Lexikon deutschbaltischer Musik (= Schriftenreihe der Georg-Dehio-Gesellschaft). Hrsg. von der Georg-Dehio-Gesellschaft. Harro von Hirschheydt, Wedemark-Elze 2002, ISBN 3-7777-0730-9.
- Wilhelm Neumann: Lexikon baltischer Künstler. Danowski-Press, Zürich 1998, ISBN 3-906653-60-9 (Reprint der Ausgabe Riga 1908).
- Kuno Hagen: Lexikon deutschbaltischer bildender Künstler. 20. Jahrhundert (= Fortsetzung von: Wilhelm Neumann: Lexikon baltischer Künstler). Unter Mitarbeit von Margarete Hagen. Hrsg. von der Georg-Dehio-Gesellschaft. Verlag Wissenschaft und Politik, Köln 1983, ISBN 3-8046-0101-4.
- Klaus Garber: Die deutsch-baltische Literatur der Frühen Neuzeit im Spiegel von Gelehrten und Sammlern, Archivaren und Bibliotheken des 18. Jahrhunderts. In: ders: Mare balticum. Studien zur Kultur- und Bibliotheksgeschichte des Ostseeraums. Lit, Münster 2018, ISBN 978-3-643-13938-2, S. 113–132.